# Vergèze
Ne doit pas être confondu avec Verdèse.
Vergèze est une commune française située dans le sud du département du Gard, en région Occitanie. Sur son territoire est notamment établie la source de l'eau minérale Perrier.
Exposée à un climat méditerranéen, la commune est drainée par le canal d'irrigation du Bas-Rhône Languedoc, le Vieux Vistre et le Rhony. Elle possède un patrimoine naturel remarquable : un site Natura 2000 (les « Costières nîmoises ») et une zone naturelle d'intérêt écologique, faunistique et floristique.
Vergèze est une commune urbaine qui compte 5 778 habitants en 2022, après avoir connu une forte hausse de la population depuis 1962. Elle est ville-centre de l'unité urbaine de Vergèze et fait partie de l'aire d'attraction de Nîmes. Ses habitants sont appelés les Vergézois et Vergézoises.
Le patrimoine architectural de la commune comprend un immeuble protégé au titre des monuments historiques : le château, inscrit en 1949.

## Géographie
Proche de Nîmes, Vergèze est l'une des 75 communes membres du Schéma de Cohérence Territoriale SCOT du Sud du Gard, et fait également partie d'une des 34 communes du Pays Vidourle-Camargue (voir liens).
|          | Calvisson | Boissières         |
| Mus      | Vergèze   | Vestric-et-Candiac |
| Codognan | Le Cailar |                    |

### Climat
Pour des articles plus généraux, voir Climat de l'Occitanie et Climat du Gard.
En 2010, le climat de la commune est de type climat méditerranéen franc, selon une étude s'appuyant sur une série de données couvrant la période 1971-2000. En 2020, Météo-France publie une typologie des climats de la France métropolitaine dans laquelle la commune est exposée à un climat méditerranéen et est dans la région climatique Provence, Languedoc-Roussillon, caractérisée par une pluviométrie faible en été, un très bon ensoleillement (2 600 h/an), un été chaud (21,5 °C), un air très sec en été, sec en toutes saisons, des vents forts (fréquence de 40 à 50 % de vents > 5 m/s) et peu de brouillards.
Pour la période 1971-2000, la température annuelle moyenne est de 14,4 °C, avec une amplitude thermique annuelle de 17,1 °C. Le cumul annuel moyen de précipitations est de 727 mm, avec 5,8 jours de précipitations en janvier et 2,8 jours en juillet. Pour la période 1991-2020, la température moyenne annuelle observée sur la station météorologique la plus proche, située sur la commune de Gallargues-le-Montueux à 5 km à vol d'oiseau, est de 15,5 °C et le cumul annuel moyen de précipitations est de 674,8 mm,. Pour l'avenir, les paramètres climatiques de la commune estimés pour 2050 selon différents scénarios d'émission de gaz à effet de serre sont consultables sur un site dédié publié par Météo-France en novembre 2022.

### Milieux naturels et biodiversité

#### Réseau Natura 2000

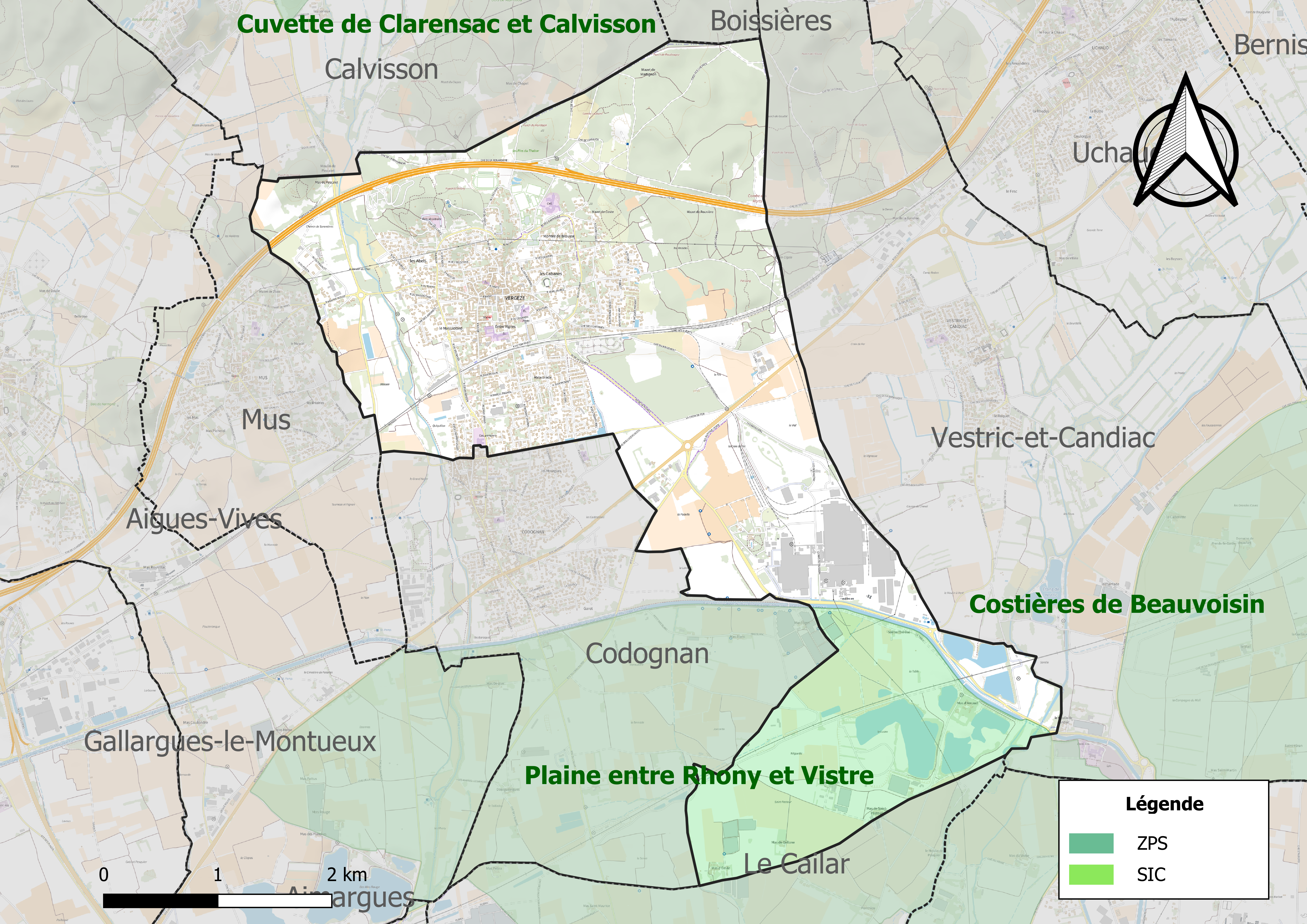
Sites Natura 2000 sur le territoire communal.

Le réseau Natura 2000 est un réseau écologique européen de sites naturels d'intérêt écologique élaboré à partir des directives habitats et oiseaux, constitué de zones spéciales de conservation (ZSC) et de zones de protection spéciale (ZPS).
Un site Natura 2000 a été défini sur la commune au titre de la directive oiseaux : les « Costières nîmoises », d'une superficie de 13 479 ha, qui accueillait, en 2004, 300 mâles chanteurs, soit 60 % des mâles reproducteurs de la région et près du quart des mâles reproducteurs en France.

#### Zones naturelles d'intérêt écologique, faunistique et floristique

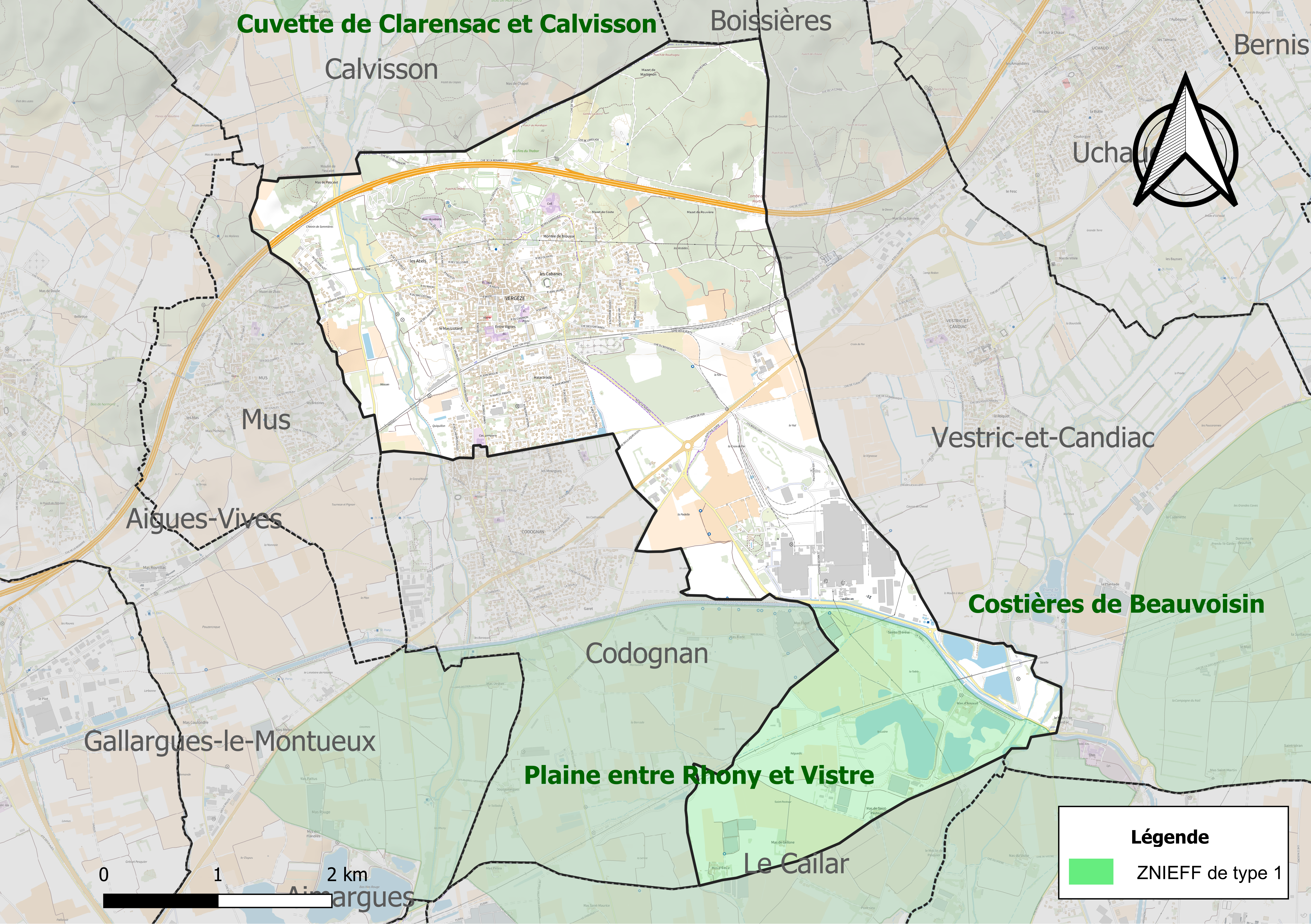
Carte de la ZNIEFF de type 1 localisée sur la commune.

L’inventaire des zones naturelles d'intérêt écologique, faunistique et floristique (ZNIEFF) a pour objectif de réaliser une couverture des zones les plus intéressantes sur le plan écologique, essentiellement dans la perspective d’améliorer la connaissance du patrimoine naturel national et de fournir aux différents décideurs un outil d’aide à la prise en compte de l’environnement dans l’aménagement du territoire.
Une ZNIEFF de type 1 est recensée sur la commune :
la « plaine entre Rhony et Vistre » (1 232 ha), couvrant 6 communes du département.

## Urbanisme

### Typologie
Au 1er janvier 2024, Vergèze est catégorisée petite ville, selon la nouvelle grille communale de densité à sept niveaux définie par l'Insee en 2022.
Elle appartient à l'unité urbaine de Vergèze, une agglomération intra-départementale regroupant trois  communes, dont elle est ville-centre,,. Par ailleurs la commune fait partie de l'aire d'attraction de Nîmes, dont elle est une commune de la couronne,. Cette aire, qui regroupe 92 communes, est catégorisée dans les aires de 200 000 à moins de 700 000 habitants,.

### Occupation des sols
L'occupation des sols de la commune, telle qu'elle ressort de la base de données européenne d’occupation biophysique des sols Corine Land Cover (CLC), est marquée par l'importance des territoires agricoles (54,6 % en 2018), en diminution par rapport à 1990 (60,2 %). La répartition détaillée en 2018 est la suivante : 
zones agricoles hétérogènes (28,6 %), cultures permanentes (25,6 %), zones urbanisées (21 %), forêts (14,4 %), zones industrielles ou commerciales et réseaux de communication (6,4 %), eaux continentales (3,7 %), prairies (0,4 %). L'évolution de l’occupation des sols de la commune et de ses infrastructures peut être observée sur les différentes représentations cartographiques du territoire : la carte de Cassini (XVIIIe siècle), la carte d'état-major (1820-1866) et les cartes ou photos aériennes de l'IGN pour la période actuelle (1950 à aujourd'hui).

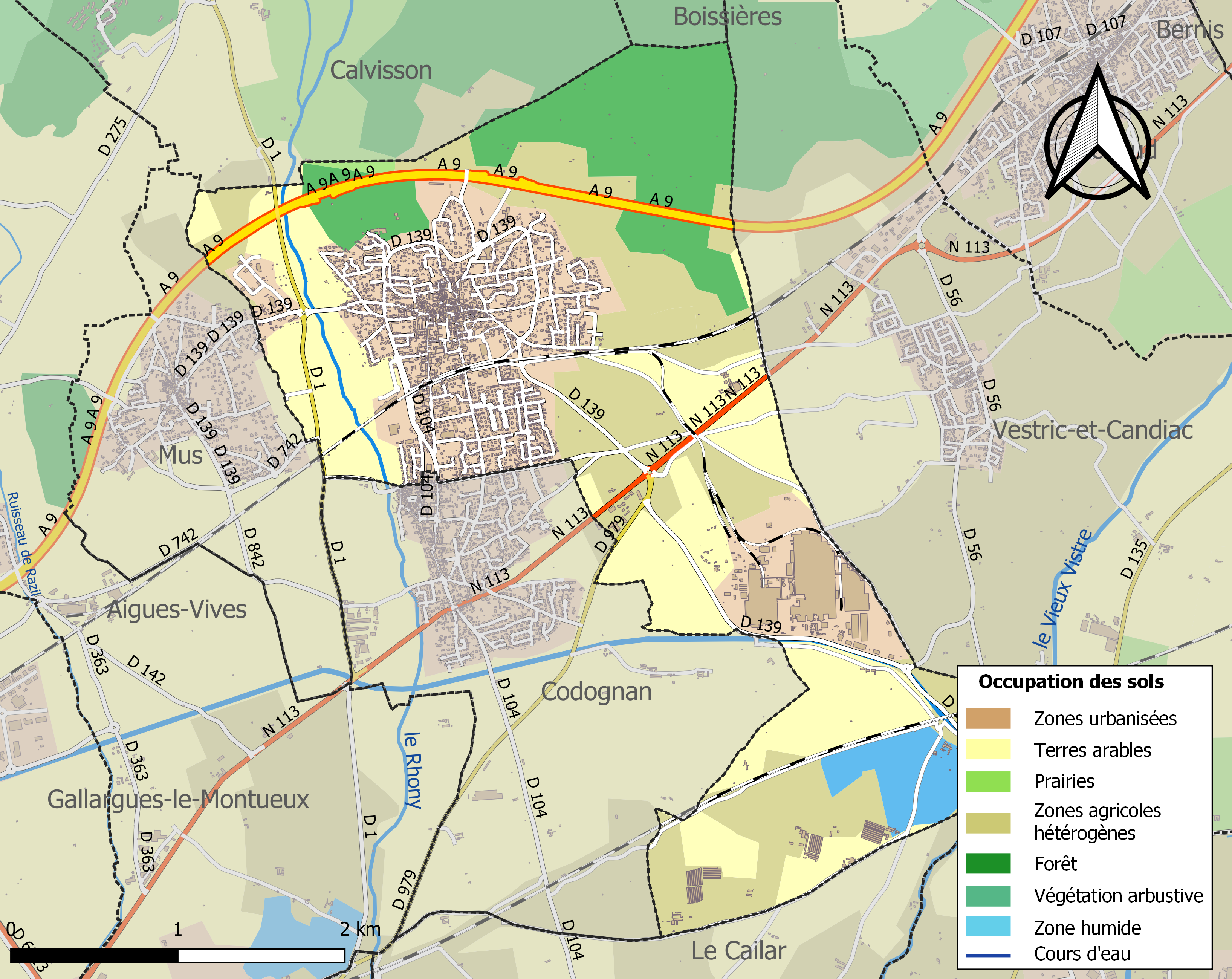
Carte des infrastructures et de l'occupation des sols de la commune en 2018 (CLC).

### Risques majeurs
Le territoire de la commune de Vergèze est vulnérable à différents aléas naturels : météorologiques (tempête, orage, neige, grand froid, canicule ou sécheresse), inondations, feux de forêts et séisme (sismicité faible). Il est également exposé à deux risques technologiques, d'une part le transport de matières dangereuses ainsi que le risque industriel, d'autre part à un risque particulier : le risque de radon. Un site publié par le BRGM permet d'évaluer simplement et rapidement les risques d'un bien localisé, soit par son adresse, soit par le numéro de sa parcelle.

#### Risques naturels
La commune fait partie du territoire à risques importants d'inondation (TRI) de Nîmes, regroupant 20 communes soumises aux aléas de ruissellement pour la commune de Nîmes et de débordements de cours d’eau — notamment du Vistre, d'un de ses affluents, le Rhôny, et plus à la marge, du Rhône, à l’aval, un des 31 TRI qui ont été arrêtés fin 2012 sur le bassin Rhône-Méditerranée. Concernant le Vistre, les événements significatifs passés sont des crues rapides et violentes, causant d’importants dégâts, voire des pertes humaines (octobre 1988, septembre 2002, décembre 2003, septembre 2005 notamment). Concernant le Rhôny, les principales crues recensées au village voisin de Codognan ont eu lieu en 1845, 1933, 1945, 1958, 1963, 1976, 1987 et en octobre 1988. Cette dernière est la plus importante et marquante pour la population nîmoise. Des cartes des surfaces inondables ont été établies pour trois scénarios : fréquent (crue de temps de retour de 10 ans à 30 ans), moyen (temps de retour de 100 ans à 300 ans) et extrême (temps de retour de l'ordre de 1 000 ans, qui met en défaut tout système de protection),. La commune a été reconnue en état de catastrophe naturelle au titre des dommages causés par les inondations et coulées de boue survenues en 1982, 1988, 1998, 2003, 2005, 2014 et 2021,.

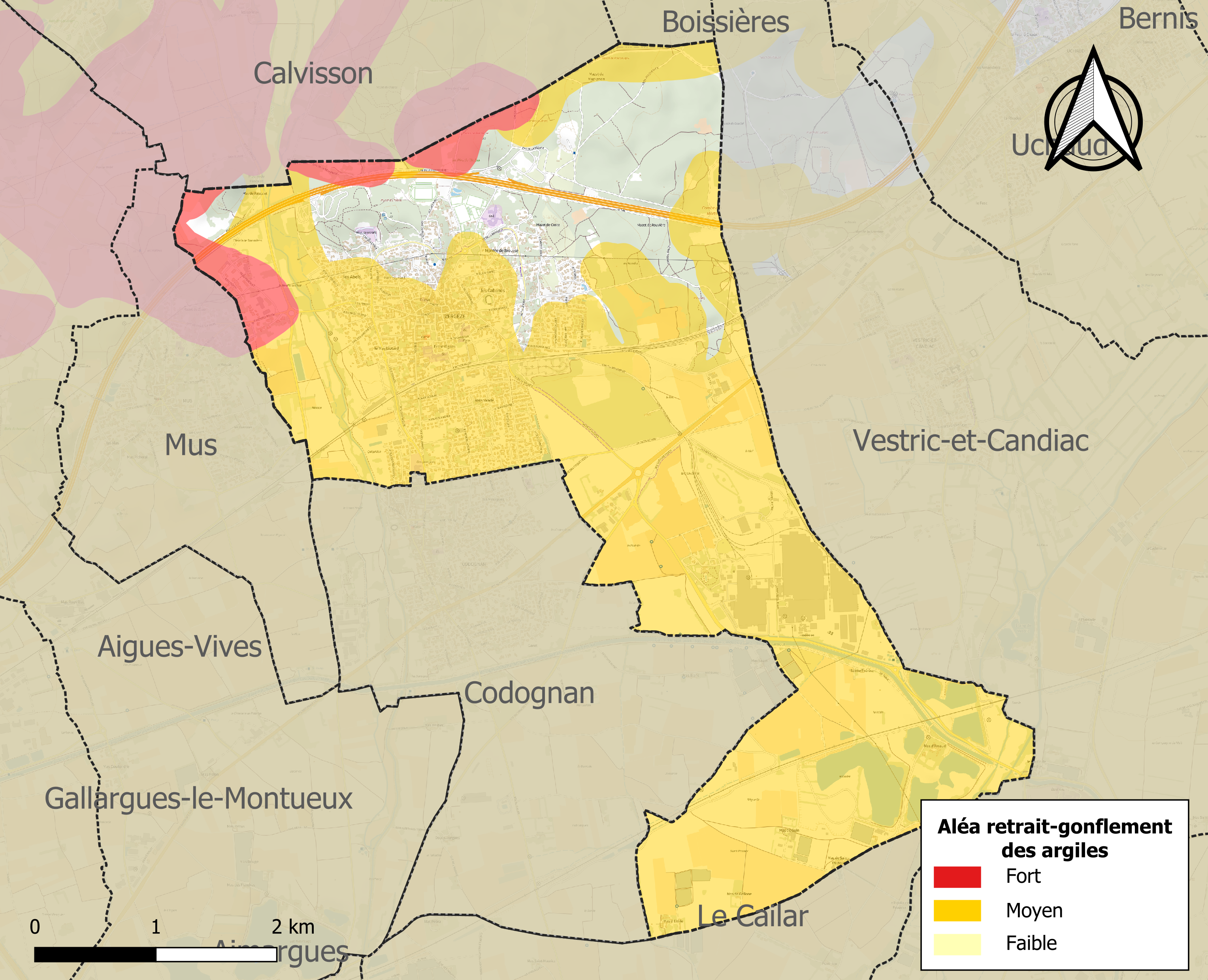
Carte des zones d'aléa retrait-gonflement des sols argileux de Vergèze.

Le retrait-gonflement des sols argileux est susceptible d'engendrer des dommages importants aux bâtiments en cas d’alternance de périodes de sécheresse et de pluie. 80,9 % de la superficie communale est en aléa moyen ou fort (67,5 % au niveau départemental et 48,5 % au niveau national). Sur les 1 928 bâtiments dénombrés sur la commune en 2019, 1591 sont en aléa moyen ou fort, soit 83 %, à comparer aux 90 % au niveau départemental et 54 % au niveau national. Une cartographie de l'exposition du territoire national au retrait gonflement des sols argileux est disponible sur le site du BRGM,.
Par ailleurs, afin de mieux appréhender le risque d’affaissement de terrain, l'inventaire national des cavités souterraines permet de localiser celles situées sur la commune.

#### Risques technologiques
La commune est exposée au risque industriel du fait de la présence sur son territoire d'une entreprise soumise à la directive européenne SEVESO.
Le risque de transport de matières dangereuses sur la commune est lié à sa traversée par des infrastructures routières ou ferroviaires importantes ou à la présence d'une canalisation de transport d'hydrocarbures. Un accident se produisant sur de telles infrastructures est en effet susceptible d’avoir des effets graves au bâti ou aux personnes jusqu’à 350 m, selon la nature du matériau transporté. Des dispositions d’urbanisme peuvent être préconisées en conséquence.

#### Risque particulier
Dans plusieurs parties du territoire national, le radon, accumulé dans certains logements ou autres locaux, peut constituer une source significative d’exposition de la population aux rayonnements ionisants. Certaines communes du département sont concernées par le risque radon à un niveau plus ou moins élevé. Selon la classification de 2018, la commune de Vergèze est classée en zone 2, à savoir zone à potentiel radon faible mais sur lesquelles des facteurs géologiques particuliers peuvent faciliter le transfert du radon vers les bâtiments.

## Histoire
Si son origine remonte sans doute à la période Gallo-romaine, l’histoire de Vergèze n’a pas laissé de traces jusqu’au début du XIVe siècle. Au XVIIIe siècle, on peut signaler une bataille qui oppose les Camisards aux troupes royales, durant la guerre des Cévennes.
Jusqu’au XIXe siècle, Vergèze a surtout été un village à vocation agricole. La principale culture était la vigne et l’économie villageoise était tournée vers cette production. La plupart des habitants se répartissaient dans les professions suivantes : viticulteurs, tonneliers, négociants en vin. Cette empreinte peut encore s'observer sur les maisons de vignerons de la « rue Neuve » ou de la « rue d’Entrevignes », et la reconstitution d’un atelier de tonnellerie avec des mannequins animés, grandeur nature, se veut être un hommage à cette époque révolue.
De nos jours, si le vin produit par les viticulteurs est un excellent vin de table commercialisé par la cave coopérative des « Vignerons de la voie d’Héraclès », la richesse de la commune vient surtout de l’exploitation sur le territoire de la Source Perrier.
Connue depuis l’antiquité, l’eau de cette source était surtout consommée pour ses vertus médicales : atonie gastrique ou états nauséeux. La source d’eau minérale n’a cependant été exploitée industriellement que depuis le début du XXe siècle.
Actuellement, ce sont plus de 1 500 employés qui travaillent dans une usine  dont les bâtiments couvrent plusieurs hectares et dont la production est exportée.

## Politique et administration

### Liste des maires
| Période                                  | Période  | Identité                   | Étiquette | Qualité                                                                                            |
| ---------------------------------------- | -------- | -------------------------- | --------- | -------------------------------------------------------------------------------------------------- |
| 1945                                     | 1958     | Lucien Monteil             | SFIO      | Président du Comité local de Libération (1945) Conseiller général du canton de Vauvert (1951-1958) |
| 1958                                     | 1964     | Maurice Trintignant        | SE        | Pilote automobile                                                                                  |
| 1964                                     | 1976     | Lucien Monteil             | PS        | |
| 1976                                     | 2001     | Raymond Fontaine           | RPR       | Salarié à la Source Perrier Député suppléant de la 2e circonscription du Gard (1993-1997)          |
| 2001                                     | 2020     | René Balana                | SE        | Ancien instituteur et directeur d'école Vice-président de la communauté de communes                |
| 2020                                     | en cours | Pascale Fortunat-Deschamps | DVG       | Fonctionnaire territoriale, conseillère départementale depuis 2021                                 |
| Les données manquantes sont à compléter. |          |                            |           | |

### Administration municipale
Le Conseil municipal vergézois comprenait 27 membres, dont le maire, 7 adjoints et 19 conseillers municipaux, puis, depuis 2020, 29 membres, dont le maire, 8 adjoints et 20 conseillers municipaux.

## Canton
Vergèze fait partie du canton de Vauvert, qui rassemble dix communes. Vergèze fait partie de la deuxième circonscription du Gard.

## Démographie
L'évolution du nombre d'habitants est connue à travers les recensements de la population effectués dans la commune depuis 1793. Pour les communes de moins de 10 000 habitants, une enquête de recensement portant sur toute la population est réalisée tous les cinq ans, les populations de référence des années intermédiaires étant quant à elles estimées par interpolation ou extrapolation. Pour la commune, le premier recensement exhaustif entrant dans le cadre du nouveau dispositif a été réalisé en 2006.

En 2022, la commune comptait 5 778 habitants, en évolution de +14,55 % par rapport à 2016 (Gard : +2,97 %, France hors Mayotte : +2,11 %).
| 1793 | 1800 | 1806  | 1821  | 1831  | 1836  | 1841  | 1846  | 1851  |
| ---- | ---- | ----- | ----- | ----- | ----- | ----- | ----- | ----- |
| 890  | 951  | 1 047 | 1 160 | 1 260 | 1 305 | 1 326 | 1 331 | 1 349 |

| 1856  | 1861  | 1866  | 1872  | 1876  | 1881  | 1886  | 1891  | 1896  |
| ----- | ----- | ----- | ----- | ----- | ----- | ----- | ----- | ----- |
| 1 409 | 1 505 | 1 634 | 1 757 | 1 627 | 1 461 | 1 465 | 1 694 | 1 711 |

| 1901  | 1906  | 1911  | 1921  | 1926  | 1931  | 1936  | 1946  | 1954  |
| ----- | ----- | ----- | ----- | ----- | ----- | ----- | ----- | ----- |
| 1 802 | 1 860 | 1 750 | 1 545 | 1 505 | 1 533 | 1 402 | 1 326 | 1 519 |

| 1962  | 1968  | 1975  | 1982  | 1990  | 1999  | 2006  | 2011  | 2016  |
| ----- | ----- | ----- | ----- | ----- | ----- | ----- | ----- | ----- |
| 1 696 | 2 061 | 2 258 | 2 554 | 3 135 | 3 643 | 3 930 | 4 684 | 5 044 |

| 2021  | 2022  | - | - | - | - | - | - | - |
| ----- | ----- | - | - | - | - | - | - | - |
| 5 621 | 5 778 | - | - | - | - | - | - | - |

## Économie

### Revenus
En 2018  (données Insee publiées en septembre 2021), la commune compte 2 205 ménages fiscaux, regroupant 5 406 personnes. La médiane du revenu disponible par unité de consommation est de 22 210 € (20 020 € dans le département). 52 % des ménages fiscaux sont imposés (43,9 % dans le département).

### Emploi
|                | 2008   | 2013  | 2018  |
| -------------- | ------ | ----- | ----- |
| Commune        | 8,3 %  | 8,8 % | 8,7 % |
| Département    | 10,6 % | 12 %  | 12 %  |
| France entière | 8,3 %  | 10 %  | 10 %  |

En 2018, la population âgée de 15 à 64 ans s'élève à 3 195 personnes, parmi lesquelles on compte 74,2 % d'actifs (65,6 % ayant un emploi et 8,7 % de chômeurs) et 25,8 % d'inactifs,. En  2018, le taux de chômage communal (au sens du recensement) des 15-64 ans est inférieur à celui de la France et du département, alors qu'en 2008 il était supérieur à celui de la France.
La commune fait partie de la couronne de l'aire d'attraction de Nîmes, du fait qu'au moins 15 % des actifs travaillent dans le pôle,. Elle compte 2 942 emplois en 2018, contre 2 564 en 2013 et 2 609 en 2008. Le nombre d'actifs ayant un emploi résidant dans la commune est de 2 108, soit un indicateur de concentration d'emploi de 139,6 % et un taux d'activité parmi les 15 ans ou plus de 56,8 %.
Sur ces 2 108 actifs de 15 ans ou plus ayant un emploi, 585 travaillent dans la commune, soit 28 % des habitants. Pour se rendre au travail, 82,1 % des habitants utilisent un véhicule personnel ou de fonction à quatre roues, 6,6 % les transports en commun, 7,2 % s'y rendent en deux-roues, à vélo ou à pied et 4 % n'ont pas besoin de transport (travail au domicile).

### Activités hors agriculture

#### Secteurs d'activités
420 établissements sont implantés  à Vergèze au 31 décembre 2019. Le tableau ci-dessous en détaille le nombre par secteur d'activité et compare les ratios avec ceux du département,.
| Secteur d'activité                                                                                        | Commune | Commune | Département |
| Secteur d'activité                                                                                        | Nombre  | %       | %           |
| --- | ------- | ------- | ----------- |
| Ensemble                                                                                                  | 420     | 100 %   | (100 %)     |
| Industrie manufacturière, industries extractives et autres                                                | 32      | 7,6 %   | (7,9 %)     |
| Construction                                                                                              | 70      | 16,7 %  | (15,5 %)    |
| Commerce de gros et de détail, transports, hébergement et restauration                                    | 99      | 23,6 %  | (30 %)      |
| Information et communication                                                                              | 7       | 1,7 %   | (2,2 %)     |
| Activités financières et d'assurance                                                                      | 6       | 1,4 %   | (3 %)       |
| Activités immobilières                                                                                    | 17      | 4 %     | (4,1 %)     |
| Activités spécialisées, scientifiques et techniques et activités de services administratifs et de soutien | 81      | 19,3 %  | (14,9 %)    |
| Administration publique, enseignement, santé humaine et action sociale                                    | 69      | 16,4 %  | (13,5 %)    |
| Autres activités de services                                                                              | 39      | 9,3 %   | (8,8 %)     |

Le secteur du commerce de gros et de détail, des transports, de l'hébergement et de la restauration est prépondérant sur la commune puisqu'il représente 23,6 % du nombre total d'établissements de la commune (99 sur les 420 entreprises implantées  à Vergèze), contre 30 % au niveau départemental.

#### Entreprises et commerces
Les cinq entreprises ayant leur siège social sur le territoire communal qui génèrent le plus de chiffre d'affaires en 2020 sont : 
- Vergezali, supermarchés (22 783 k€)
- Eurofins Agroscience Services Chem, analyses, essais et inspections techniques (5 326 k€)
- Eurofins Hydrologie Sud, analyses, essais et inspections techniques (3 403 k€)
- Cogeflu, commerce de gros (commerce interentreprises) de fournitures et équipements industriels divers (3 400 k€)
- Transports Randon Sylvain, transports routiers de fret de proximité (3 136 k€)

### Agriculture
La commune est dans la « Plaine Viticole », une petite région agricole occupant le  sud-est du département du Gard. En 2020, l'orientation technico-économique de l'agriculture  sur la commune est la viticulture.
|               | 1988 | 2000 | 2010 | 2020 |
| ------------- | ---- | ---- | ---- | ---- |
| Exploitations | 109  | 38   | 16   | 14   |
| SAU (ha)      | 662  | 625  | 502  | 629  |

Le nombre d'exploitations agricoles en activité et ayant leur siège dans la commune est passé de 109 lors du recensement agricole de 1988  à 38 en 2000 puis à 16 en 2010 et enfin à 14 en 2020, soit une baisse de 87 % en 32 ans. Le même mouvement est observé à l'échelle du département qui a perdu pendant cette période 61 % de ses exploitations,. La surface agricole utilisée sur la commune a également diminué, passant de 662 ha en 1988 à 629 ha en 2020. Parallèlement la surface agricole utilisée moyenne par exploitation a augmenté, passant de 6 à 45 ha.

## Culture locale et patrimoine

### Lieux et monuments
- Église Saint-Félix de Vergèze : la tour de l'horloge, surmontée d'un campanile, y est accolée.
- Église Notre-Dame-d'Accueil de Vergèze.
- Temple réformé de l'église protestante unie de France.
- Maison dite « Le Château », propriété privée (arrêté d'inscription aux Monuments historiques le 6 décembre 1949) : mitre de cheminée, dite « Tour sarrazine ».
- Cheminée dite « Tour sarrazine » ou « Lanterne des Morts », déformation de « Lanterne des Maures »[34] (aucun lien avec une lanterne des morts ; plutôt une évocation de l'aspect quelque peu orientalisant de cet étonnant élément d'architecture).
- Source Perrier, vaste parc et demeure de la fin du XIXe siècle.

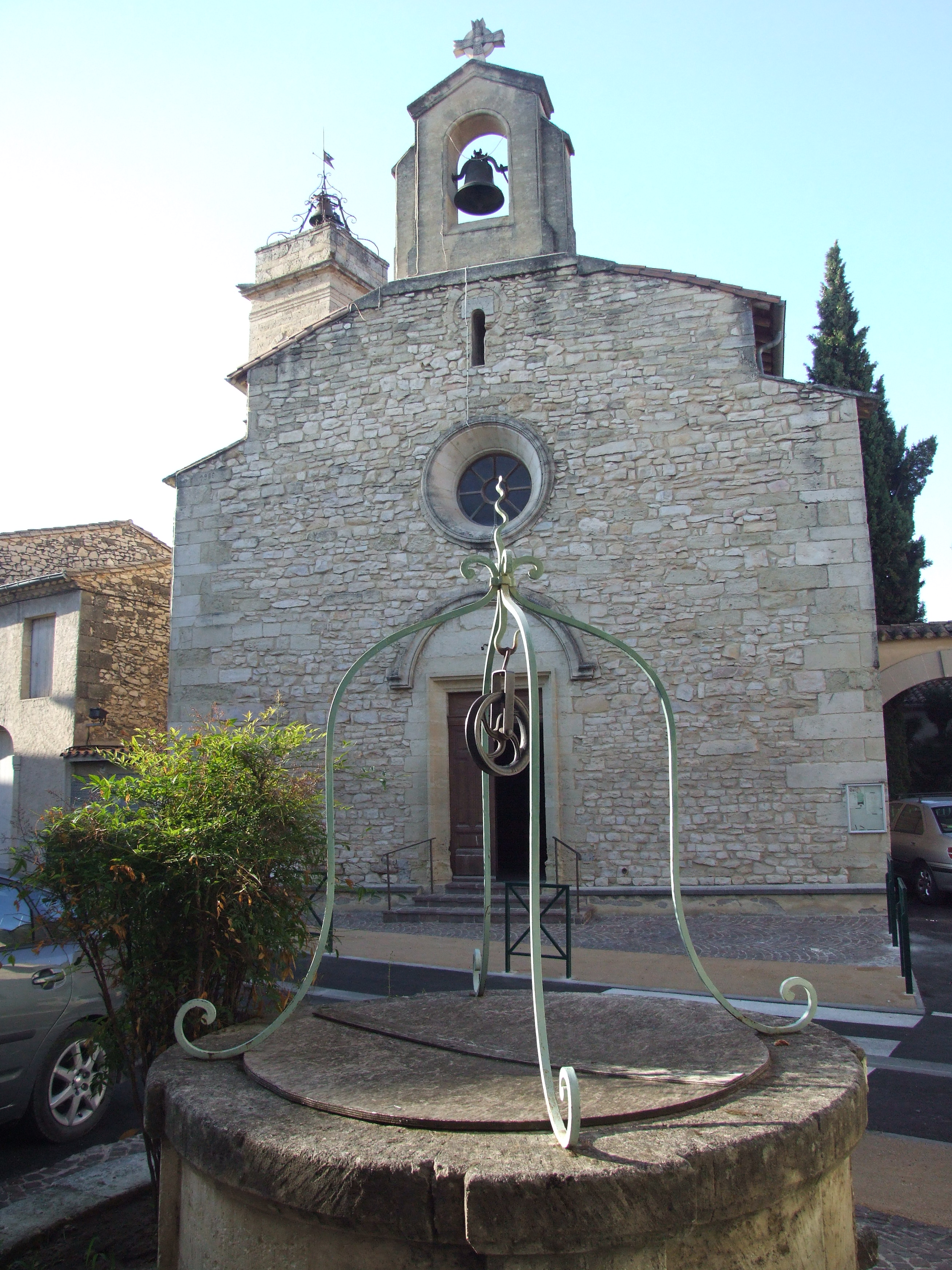
Église Saint-Félix de Vergèze
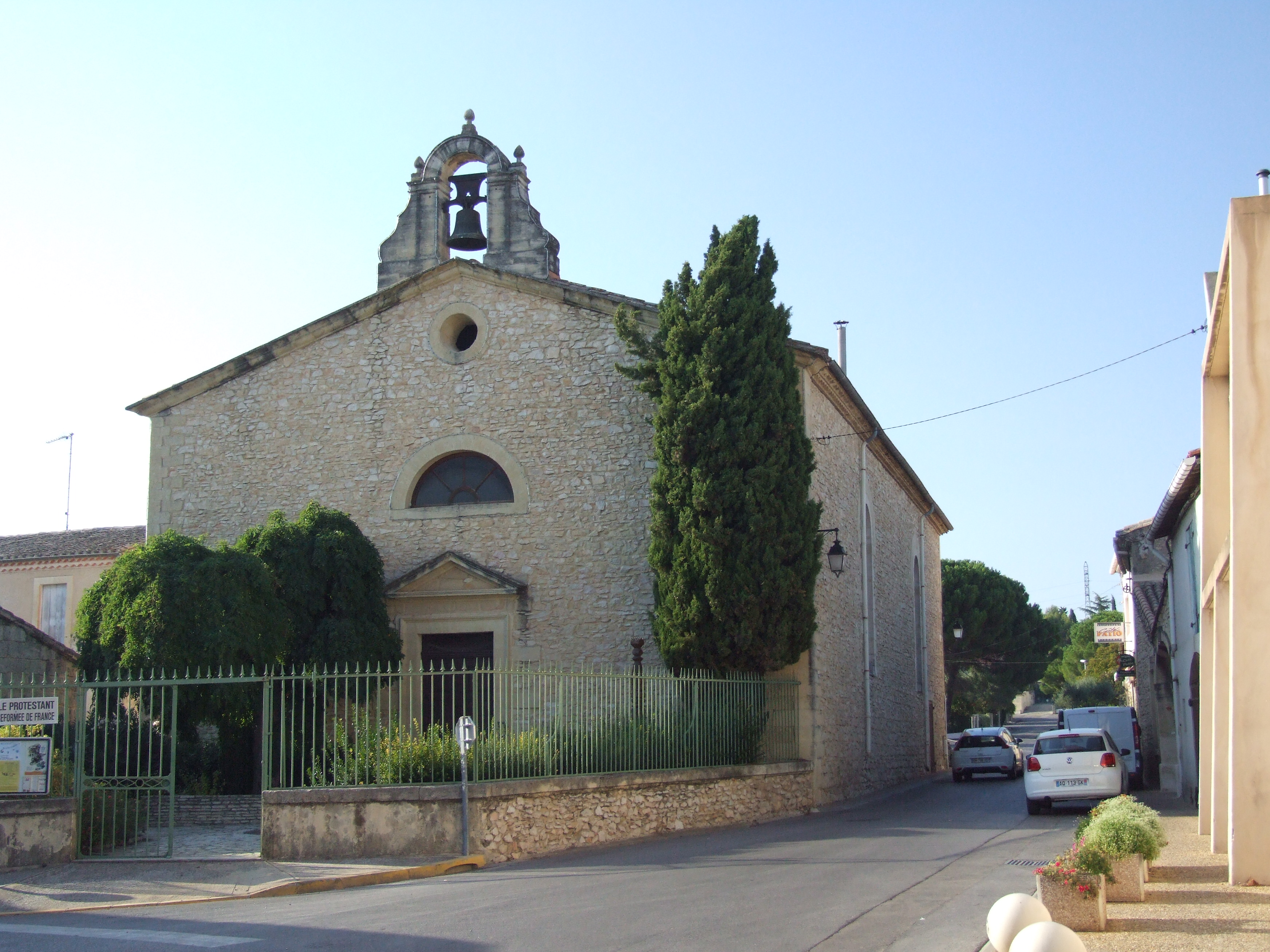
Temple protestant de Vergèze

La commune s'est bâtie une solide renommée avec :
- le sport : une de ses équipes tennis est championne invaincue du Gard depuis quelques années ; elle possède, en outre, des équipements sportifs de haut niveau.
- la musique, grâce au Festival des Jeunes Talents, que le village organise chaque année, et qui a accueilli des groupes tels qu'O-kazOo, Allusion et Blind Memory.

### Personnalités liées à la commune
- Louis Audemard (1865-1955), explorateur français, né et mort à Vergèze.
- Edgard Raizon (1888-1975), félibre, poète en occitan
- Maurice Trintignant, pilote automobile emblématique des années 1950. Il fut maire de la commune de 1958 à 1964, où il s'était retiré pour devenir viticulteur.
- Stéphane Diagana, qui venait s'entraîner, avant chaque grande compétition, sur la piste du Stade Perrier, rebaptisé depuis Stade Stéphane Diagana.
- René Fontayne, peintre.
- Xavier Ruas, raseteur, y est né en 1943.
- Bernard Benson, écrivain britannique, y est mort en 1996.

## Jumelages
Vergèze est jumelée avec la ville de Bârlad en Roumanie.

## Vues aériennes

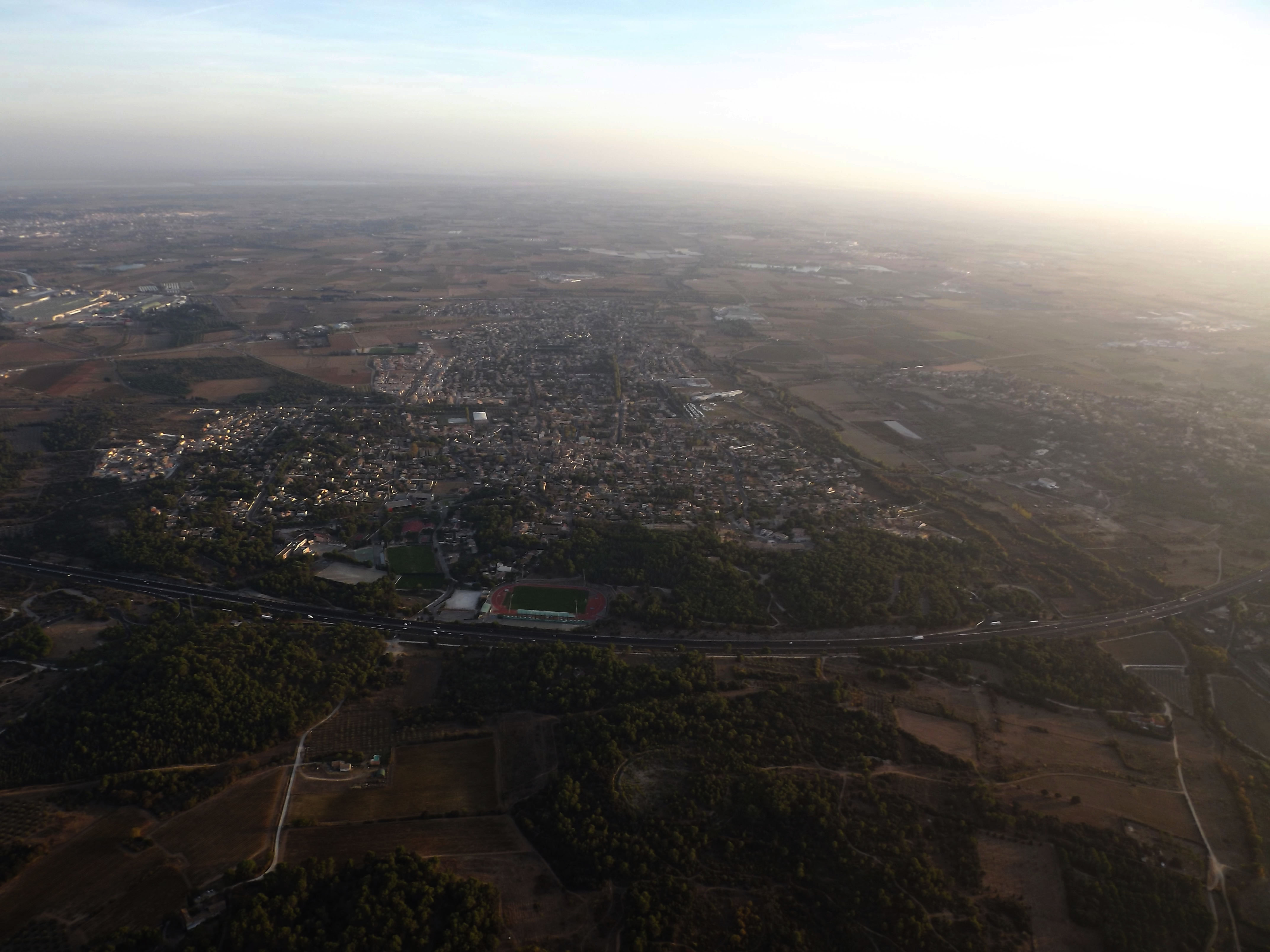
Vue aérienne de Vergèze.
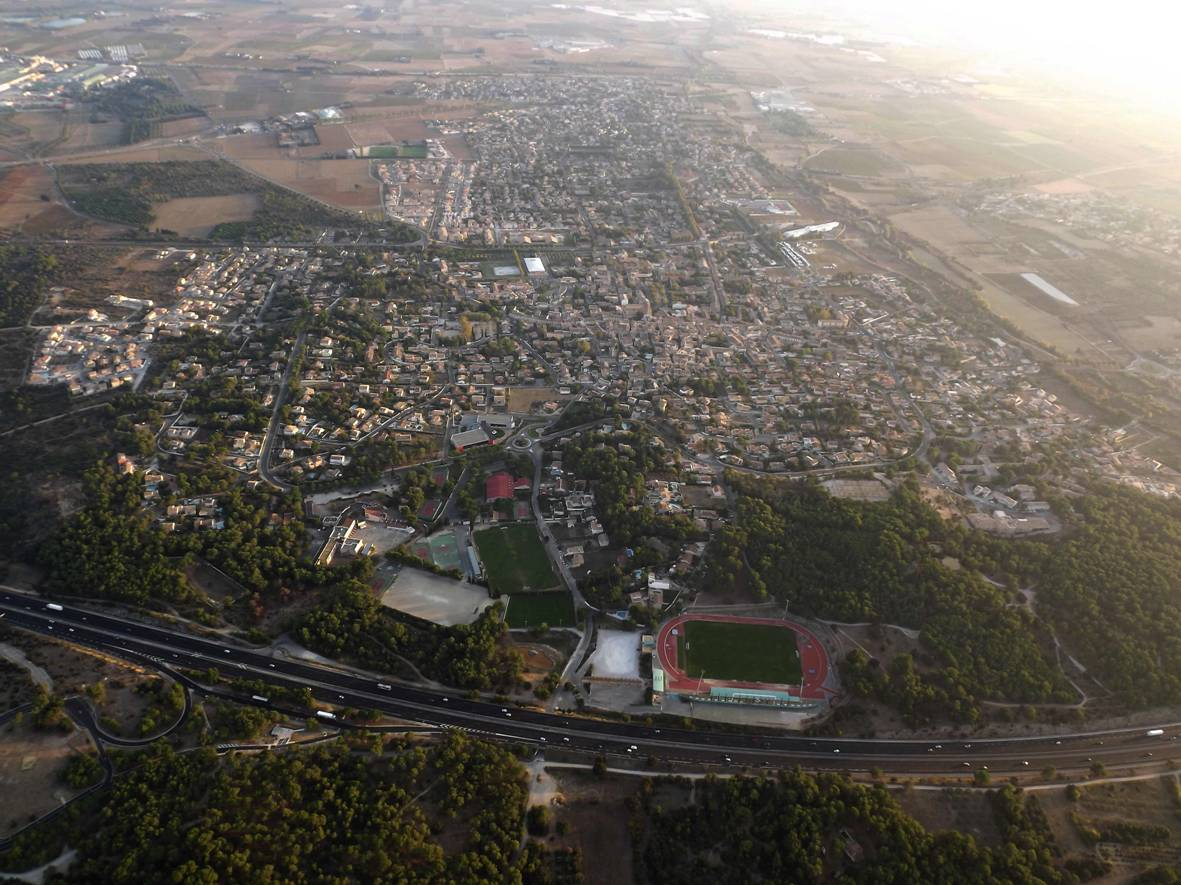
Vue aérienne de Vergèze.
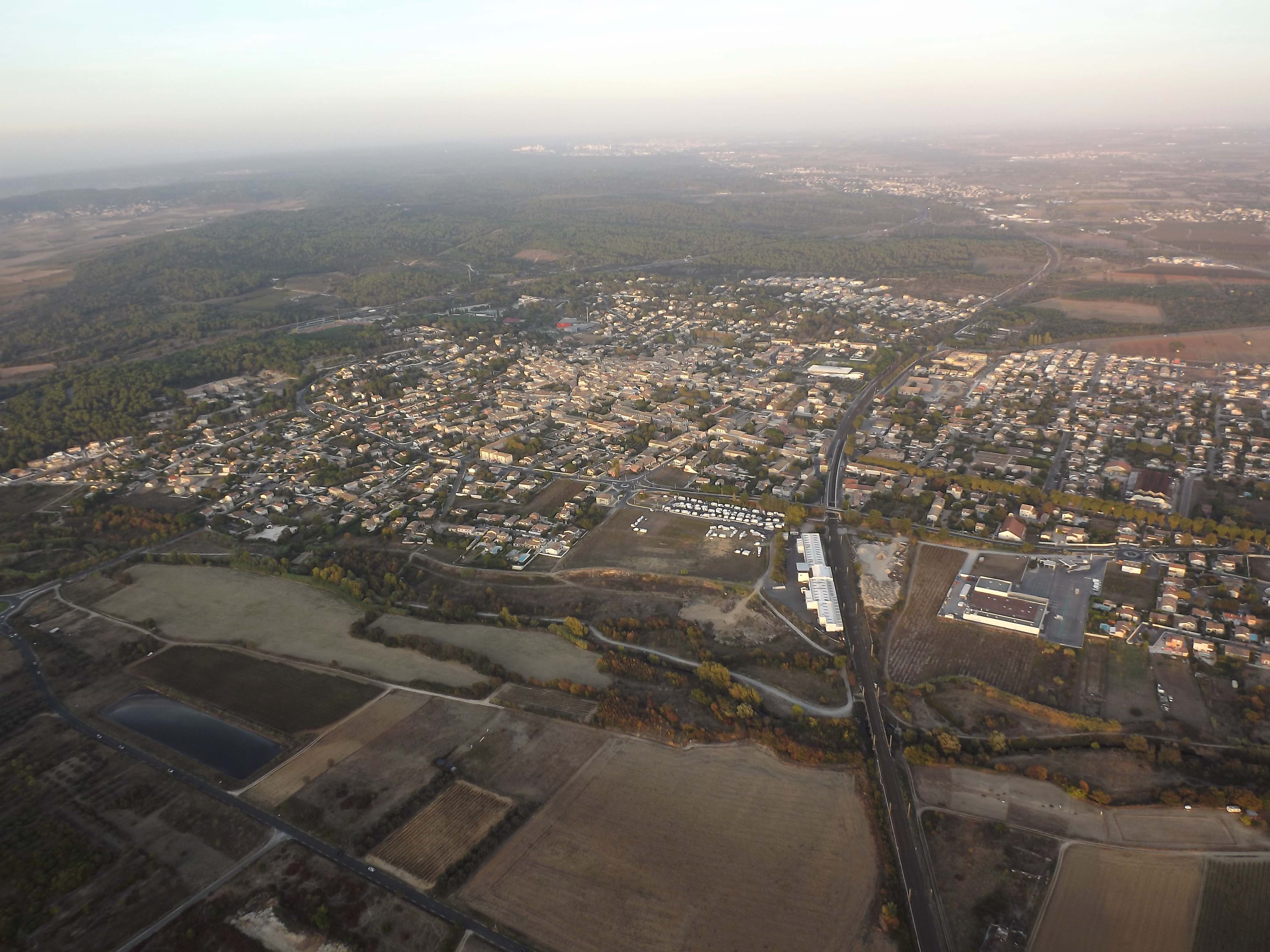
Vue aérienne de Vergèze.
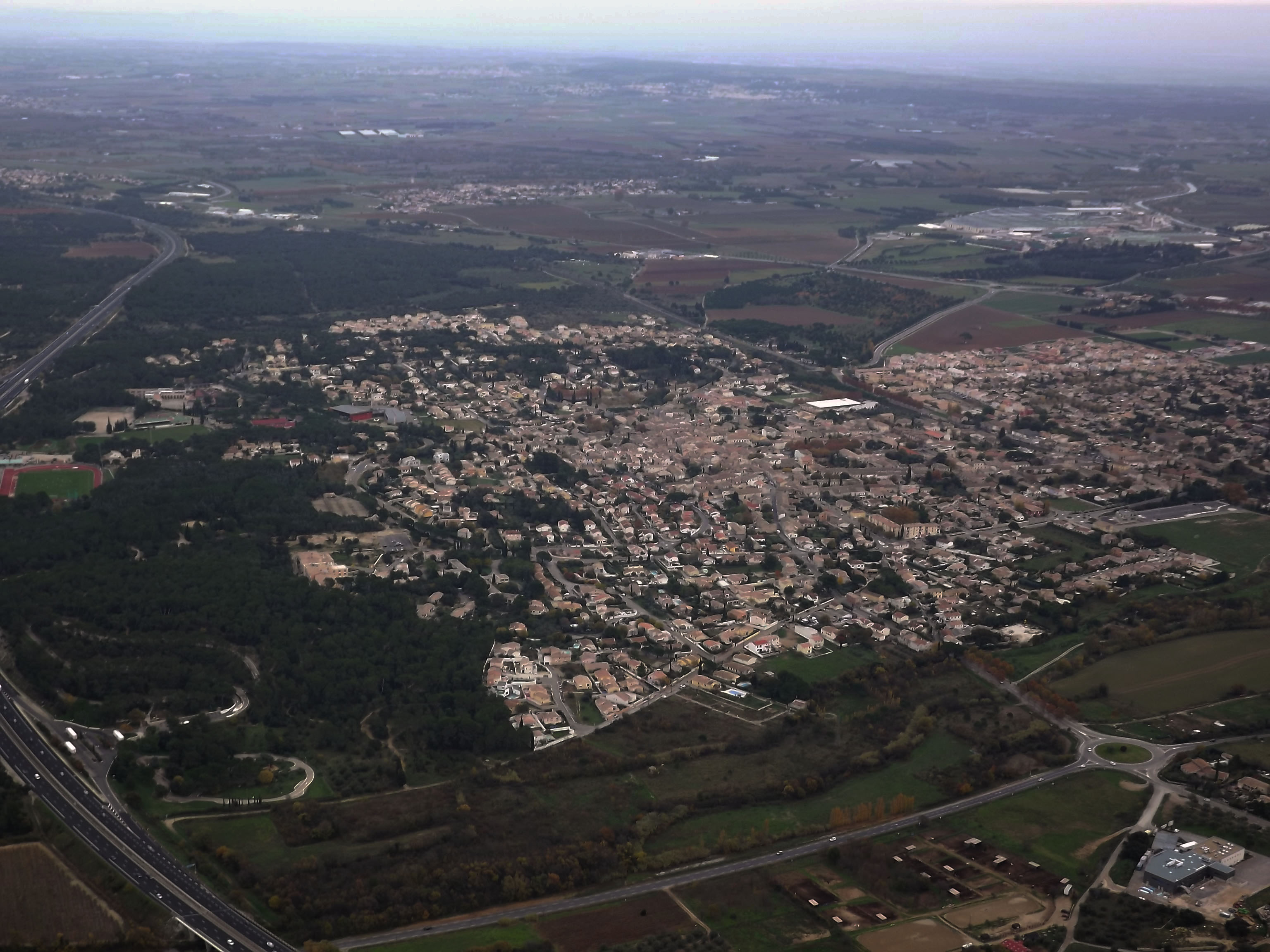
Vue aérienne de Vergèze.